# Playa de Albuerne
La playa de Albuerne, conocida también por Gancéu, es una playa aislada, rodeada de grandes acantilados, está situada en el concejo asturiano de Cudillero y pertenece a la localidad española de Albuerne. Forma parte de la Costa Occidental de Asturias y está catalogada como Paisaje protegido, ZEPA y LIC.

## Descripción
Se trata de una playa de grava gruesa con unos trescientos metros de longitud entre acantilados.
Para acceder a ella hay que atravesar el pueblo en dirección a la costa y al final del camino se encuentra una casa aislada. Allí mismo se inicia un camino de unos 800 m que llega al acantilado que domina la playa a la que no es recomendable bajar por ningún lado. Sin embargo las mejores vistas se dan desde el camino que va a la Playa de Salencia, sobrepasando más adelante el mirador. Los acantilados son muy peligrosos y se insiste en que no es aconsejable bajarlos.